# Nevado Mismi
Le Nevado Mismi  est une montagne des Andes péruviennes. Il a une altitude de 5 597 mètres et se situe à 20 km au nord-ouest de la ville de Chivay, dans la région d'Arequipa, et à 160 km à l'ouest du lac Titicaca.

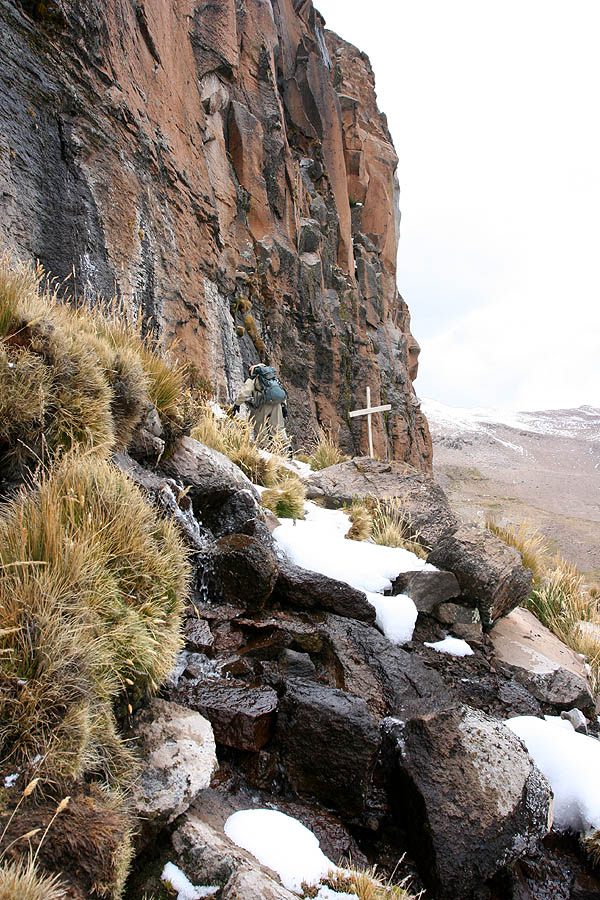
Sources de l'Amazone au Nevado Mismi.

Dès 1971, une expédition de la National Geographic Society dirigée par Moren McIntyre avait conclu que la source de l'Amazone se situait sur les pentes du mont Mismi ; une autre expédition dirigée par Andrew Pietowski à partir de 1998 a confirmé que le Nevado Mismi était la source de ce fleuve, avec une marge d'incertitude d'environ 5 mètres : le Río Apurímac prend sa source sur le versant nord de la montagne et se joint à l'Ucayali qui va former avec le Marañón le fleuve Amazone dans le nord du Pérou.